# Helpt
Helpt este o comună din landul Mecklenburg-Pomerania Inferioară, Germania.